# Flughafen Armenia

i8
i11
i13
Der Flughafen Armenia (spanisch: Aeropuerto Internacional El Edén; IATA-Code: AXM, ICAO-Code: SKAR) ist ein öffentlicher Flughafen 15 km östlich von La Tebaida im Departamento del Quindío in Kolumbien.

## Flughafendaten
Der Flughafen hat eine Asphaltpiste mit 2320 m Länge und 36 m Breite, er liegt auf einer Seehöhe von 1216 m. Betreiber ist die nationale Luftfahrtbehörde Kolumbiens Aerocivil.

## Geschichte
In den 1940er Jahren versuchte die Fluggesellschaft Avianca auf dem Grundstück Hacienda „El Edén“ einen Flugplatz zu errichten. Nach mehreren gescheiterten Versuchen gelang das 1948.
Am Flughafen operierten zunächst wichtige Fluggesellschaften wie Aces (bis 2003, dem Jahr, in dem die Fluggesellschaft verschwand), SAM und die peruanische Lansa. Jahre später schloss sich die Fluggesellschaft Avianca dem Flughafen an.
Der Flughafen wurde nach dem Erdbeben vom 25. Januar 1999 neu aufgebaut. Nach dem Wiederaufbau nahmen die Fluggesellschaften West Caribbean Airways und ADA den Betrieb wieder auf.
Im Jahre 2007 wurden Verbesserungen an der Start- und Landebahn vorgenommen, um Flugzeugen wie Airbus A320, McDonnell-Douglas MD-83, Fokker 100 und Boeing 737 den Verkehr zu ermöglichen. Im Jahr 2008 begann die Fluggesellschaft Easyfly mit Flügen vom internationalen Flughafen Bogota-Eldorado zum internationalen Flughafen El Edén und weiter nach Medellín Olaya Herrera. Im Jahr 2010 stieg die Fluggesellschaft Aires (heute in LATAM Airlines Colombia aufgegangen) mit Flügen in die Stadt Bogotá ein. Im Oktober 2012 startete die Fluggesellschaft Tiara Air (Aruba) am Flughafen El Edén mit Flügen von und nach Aruba.

## Flugbetrieb
Im Jahr 2017 wurden 430.997 Passagiere transportiert und 33.165 Flugbewegungen durchgeführt.
Avianca, Clic Air und Spirit Airlines sind die wichtigsten Fluggesellschaften, ⁣⁣die den Flughafen bedienen.